# Mobile Information Device Profile
Mobile Information Device Profile（モバイル インフォメーション デバイス プロファイル、略称MIDP）は、携帯電話やPDAのような組み込み機器でのJavaの利用について記述した仕様である。MIDPは Java ME フレームワークの一部である。MIDPはCLDCと組み合わせて利用する。

## 歴史
MIDPは以下の三種類がJCPの下で開発された。
- JSR 37(MIDP 1.0) - 2000年9月19日承認
- JSR 118(MIDP 2.0, 2.1) - 2002年11月20日承認
- JSR 271(MIDP 3.0) - 2009年12月9日承認

## 日本での採用
日本ではau（ezplus、EZアプリ (Java)、オープンアプリプレイヤー）、ソフトバンクモバイル（S!アプリ）、ウィルコムで採用されている。NTTドコモのiアプリはMIDPでは無く、DoJaプロファイルである。

## Lightweight User Interface Toolkit
MIDP上で動く、高レベルなUIライブラリとして、Lightweight User Interface Toolkit (LWUIT)も提供されている。Swing風のAPIと機能を提供している。

## 開発ツール
SDK としては、Java ME 全体の SDK として、Java ME SDK 3.0 が配布されている。
MIDPアプリケーションを開発するにはいくつかの異なった方法がある。コードはメモ帳のようなテキストエディタで記述するか、またGUIを持ったNetBeansまたはEclipse(適切なプラグインを組み込む)のような高度な統合環境を利用できる。また、MotorolaによってEclipseベースの統合開発環境「MOTODEV」が無償配布されている。

## MIDP 1.0から存在するAPI
コアAPIはConnected Limited Device Configuration(CLDC)コンフュギレーションを基礎として定義されている。
javax.microedition.io
I/O操作に関してJava ME仕様クラスを含む。
javax.microedition.lcdui
GUIで使用されるJava ME仕様クラスを含む。通常、携帯電話は液晶ディスプレイ(LCD)を使用するためLCD UIと呼ばれる。
このAPIは固有のディスプレイ技術用に特化しているわけではない。
javax.microedition.rms
Java ME用の永久ストレージの操作を含む。
javax.microedition.midlet
Java MEアプリケーションの基本クラスを含む。

## MIDP 2.0で追加されたAPI
MIDP 2.0ではゲームおよびマルチメディアAPIの導入といくつかのオプションパッケージが追加された。
javax.microedition.media
マルチメディア再生に関する基本クラスを含む。おそらくJSR 135であるJava Mobile Media APIのサブセットがある。
javax.microedition.lcdui.game
簡単な2Dスプライトをベースとしたゲームを支援するゲームAPI。
javax.microedition.pki
セキュアな接続に関する証明API。

## MIDP 1.0 の制約
MIDP 1.0はキー状態の取得ができない。MIDP 1.0はアクティブレンダリングAPIを持っていない。MIDP 1.0はオーディオをサポートしていない。MIDP 1.0はHTTPだけサポートしている。仕様に実装の自由があるため、実装において違いが生じる。